# Sender Brumath
Der Sender Brumath in der Gemeinde Brumath bei Straßburg im Elsass war die erste Rundfunksendeanlage des Rundfunkveranstalters Radio Strasbourg-PTT. Später sendete er für Strasbourg II. Der Sender wurde mit Unterbrechungen von 1930 bis 1952 betrieben.

## Geschichte
Die Anlage ging am 11. November 1930 in Betrieb, am Jahrestag des Waffenstillstands von Compiègne von 1918, dem Eingeständnis der Niederlage Deutschlands im Ersten Weltkrieg. Die starke Sendeanlage sollte die französische Kultur auch nach Deutschland verbreiten.
Die Anlage, an der Gemeindegrenze nördlich der Straße nach Krautwiller gelegen, mit einer Sendeleistung von 12 Kilowatt verwendete als Sendeantenne eine T-Antenne, die zwischen zwei freistehenden Stahltürmen gespannt war. Die Türme waren 100 Meter hoch und standen in einem Abstand von 120 Metern. Die Sendeleistung wurde in den folgenden Jahren erst auf 16, dann auf 30 Kilowatt erhöht. 1938 bekam der Sender, der nun eine Leistung von 125 Kilowatt hatte, eine neue Antenne in Form eines 200 Meter hohen Sendemasten, doch wurde die Station am 15. Juni 1940 vom französischen Militär bei ihrem Rückzug gesprengt, um deren Verwendung durch die deutsche Besatzungsmacht zu verhindern.
Im Juli 1948 wurde eine Langwellensendeanlage in Brumath eingerichtet, diesmal für den Rundfunkveranstalter Strasbourg II. 1950 sendete diese Anlage mit einer Leistung von 30 Kilowatt auf einer Frequenz von 182 kHz. Am 21. September 1952 wurde der Betrieb endgültig eingestellt.
Heute ist der Standort des ehemaligen Senders durch ein Schild markiert.